# Ribeira dos Ilhéus
Ribeira dos Ilhéus é um curso de água português localizado no concelho de Santa Cruz das Flores, ilha das Flores, arquipélago dos Açores.
A Ribeira dos Ilhéus tem origem a uma cota de altitude de cerca de 600 metros numa zona de planalto nas imediações da Tapada Comprida.
A sua bacia hidrográfica drena parte da Tapada Comprida e da Tapada da Forcada.
O seu curso de água desagua no Oceano Atlântico, junto ao promontório da Ponta dos Ilhéus, entre esta formação geológica e o promontório de Ponta Delgada.
Esta ribeira encontra-se entre uma das melhores da ilha das Flores para a prática de rapel.